# Pianificazione del crimine
La pianificazione del crimine è l'insieme di atti o azioni compiuti dai criminali durante quel lasso di tempo prima che il crimine venga commesso e si classificano dal semplice intento all'atto intenzionale.
In alcune giurisdizioni, l'atto stesso di preparare un crimine è di per sé un reato, sebbene sia generalmente considerato un comportamento naturale per i criminali. Le decisioni che i criminali prendono prima di commettere le loro azioni illegali sono molto spesso perseguite come reati incompiuti, descritti dalla legge come il prepararsi ad un crimine o cercare di commettere un altro crimine. Gli esempi più comuni di un reato incompiuto sono la cospirazione e il possesso degli strumenti necessari per eseguire il crimine o i crimini . Il "reato incompiuto" è stato definito come "condotta ritenuta criminale senza che si verifichi un danno effettivo, a condizione che il danno che si sarebbe verificato sia uno tra quelli che la legge cerca di prevenire".

## Le pianificazioni più comuni
Poiché i criminali spesso compiono le azioni che conducono ai loro crimini in modo casuale, spesso cospirano e preparano in maniera egregia le esecuzioni del proprio operato, le fughe e l'efficacia per non essere scoperti. Le forze dell'ordine e gli investigatori nel campo della psicologia forense descrivono queste attività come spesso svolte dal "criminale organizzato".

### Cospirazione
Nel diritto penale, una cospirazione è un accordo tra due o più persone per poi poter infrangere la legge in futuro. Il diritto penale in alcuni paesi o per alcuni tipi di cospirazioni potrebbe richiedere che sia stato intrapreso almeno un atto intenzionale a seguito di tale accordo, perché possa costituire un reato . Non vi è alcun limite al numero di partecipanti alla cospirazione e, nella maggior parte dei paesi, non è richiesto alcun intervento per attuare il piano (confrontare i tentativi che richiedono l'approssimarsi al reato completo). Ai fini della concorrenza, l'actus reus è il proseguirlo e le parti potrebbero unirsi successivamente al piano e incorrere in responsabilità congiunta e la cospirazione può essere inflitta laddove i co-cospiratori siano stati assolti o non possano essere rintracciati. Infine, il ravvedimento di una o più parti non influisce sulla responsabilità ma può ridurne la pena. Un esempio può essere: "I due gangster cospiravano di rapinare la banca in fondo alla strada".

### Istigazione a delinquere
È l'azione o l'istanza di istigare; petizione; proposta. Nel diritto penale, più comunemente si riferisce all'atto di offrire beni o servizi o all'atto di tentare di acquistare tali beni o servizi. Lo stato legale potrebbe essere specifico per l'ora e/o il luogo in cui si verifica l'istigazione. Un esempio può essere: "Il rapinatore sollecitava l'aiuto di un complice".

### Stalking
Ciò può comportare l'atto del criminale di incarcerare o mantenere la sorveglianza di una vittima o di un luogo o di un oggetto che sarebbe coinvolto nel crimine. Un esempio può essere: "Il rapinatore ispezionava per un giorno la banca in fondo alla strada in modo che potesse pianificare la rapina".

### Procurarsi strumenti e abbigliamento
Il possesso di strumenti utilizzati per facilitare un crimine e l'abbigliamento utilizzato per nascondere l'identità dell'autore del reato è generalmente perseguito come "possesso di strumenti da effrazione". Un esempio può essere: "Il rapinatore teneva in una borsa un piede di porco, dei grimaldelli e una sega da usare per irrompere nella banca e nel suo caveau. Prima di avventurarsi verso la banca, il ladro indossava occhiali da sole e una passamontagna per nascondere il suo volto e si infilava un paio di guanti di pelle per coprire le sue impronte".